# Primas Poloniae

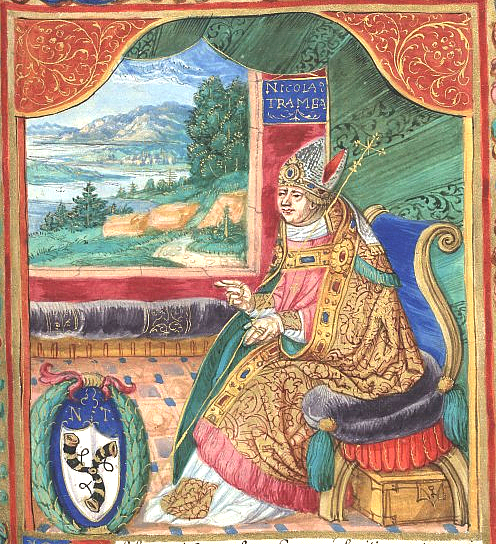
Historicky první Primas Poloniæ Mikuláš Trąba

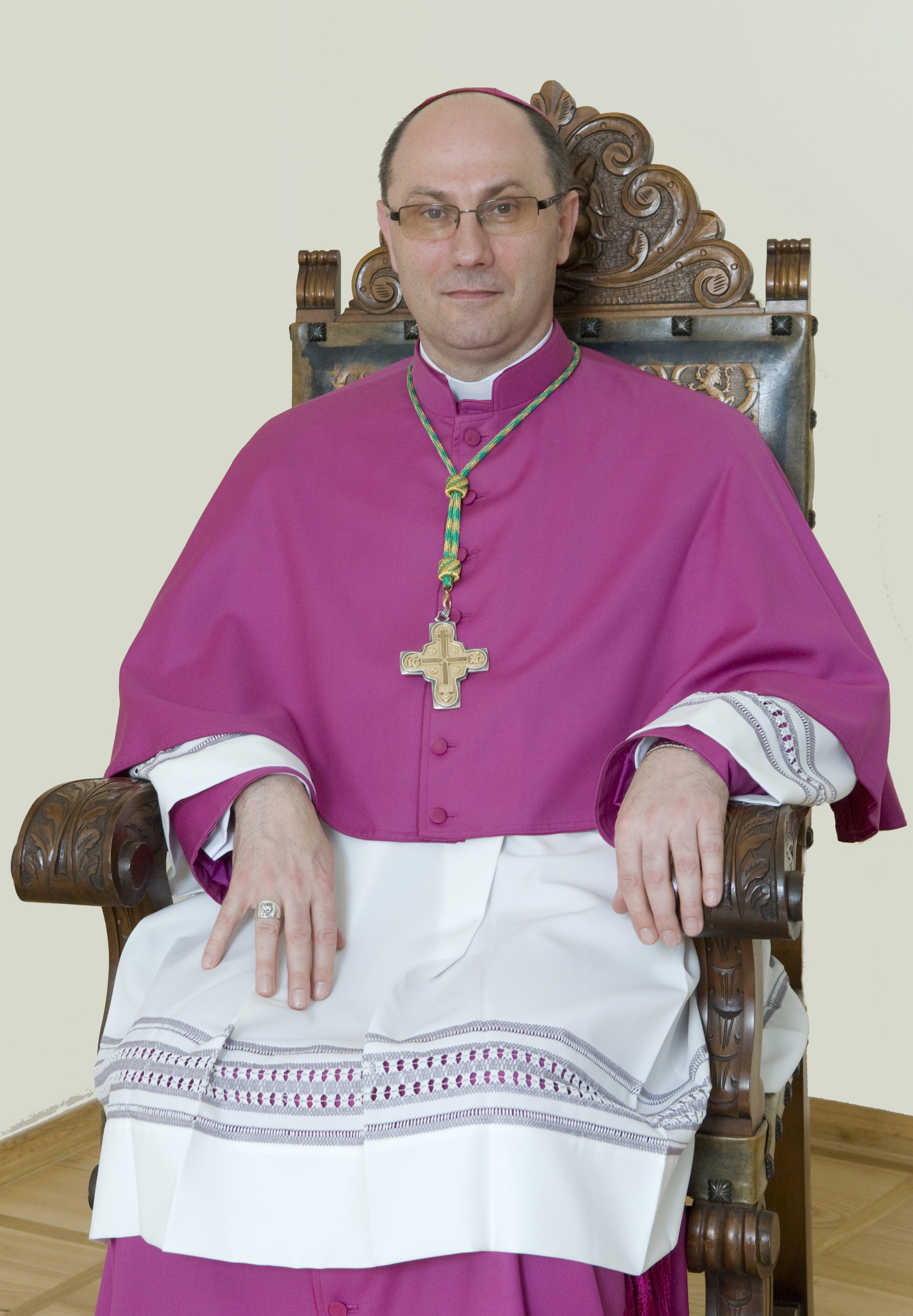
Wojciech Polak, arcibiskup hnězdenský a od roku 2014 primas polský

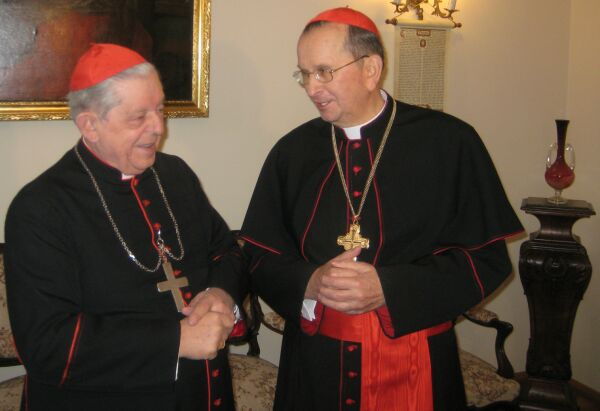
Kardinál Józef Glemp, primas v letech 1981–2009 a arcibiskup Henryk Muszyński, primas v letech 2009–2010, v legátské purpuře (19. prosince 2009)

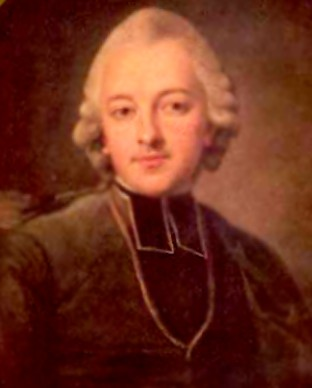
Primas Ignác Krasicki

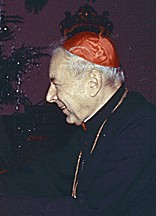
Primas Stefan Wyszyński

Primas Poloniæ (česky primas polský, polsky Prymas Polski, historicky též Primas Království polského a Velkoknížectví litevského, Prymas Królestwa Polskiego i Wielkiego Księstwa Litewskiego) je čestný církvení titul udělovaný od roku 1417 hnězdenským arcibiskupům jako zdůraznění jejich postavení v rámci polského episkopátu.
Arcibiskup hnězdenský je dle tradice současně nejvyšším představitelem římskokatolické církve v Polsku. Jako Legatus natus je vyslancem Svatého stolce a v Polsku zastupuje papežskou autoritu. Od 17. května 2014 tento úřad vykonává Wojciech Polak.

## Historie
Dle bádání polského historika Jana Długosze bylo na kostnickém koncilu v roce 1417 rozhodnuto o prvním udělení titulu Primas Poloniae. Jelikož Hnězdno bylo prvním hlavním městem a současně prvním biskupským sídlem Polska, padla volba na tamního arcibiskupa Mikuláše Trombu (Mikołaj Trąba). Od té doby jsou nositeli titulu všichni hnězdenští arcibiskupové. Od roku 1515 je s úřadem arcibiskupa hnězdenského spojen titul ''Legatus natus''.
Primas Poloniae předsedal synodám, jmenoval arcijáhny a stanovil hranice jednotlivých biskupství. V Polsko-litevské unii (do roku 1818) nosil titul Primas Království polského a Velkoknížectví litevského (Prymas Królestwa Polskiego i Wielkiego Księstwa Litewskiego).
V období mezi roky 1572–1795 polský primas také plnil úlohu interrexe, tedy říšského správce v době před zvolením nového krále. Taktéž vedl korunovace a pohřby polských králů, uděloval jim a jejich rodině svátosti. Do roku 1795 byl rovněž jako vrchní senátor nejvyšším představitelem Senátu Rzeczi pospolité.
Od roku 1749 je úřad spojen s kardinálskou hodností.
Bezprostředně po třetím dělení Polska v roce 1795 pruští okupanti zakázali používání titulu primas polský, což ovšem Svatý stolec ignoroval. Poté, co Vídeňský kongres potvrdil rozdělení Polska mezi jeho sousedy, byl v roce 1818 v Polském království ("Kongresové Polsko") i pod ruskou nadvládou ustanoven samostatný primas. Avšak v roce 1829 car Mikuláš I., který byl v personální unii taktéž králem Polska, užívání titulu zakázal.

## Seznam
| primas polský                | v úřadu   | poznámky                                                |
| ---------------------------- | --------- | ------------------------------------------------------- |
| Mikołaj Trąba                | 1417–1422 |                                                         |
| Vojtěch Jastrzębiec          | 1423–1436 |                                                         |
| Vincent Kot z Dubna          | 1436–1448 | v letech 1444 až 1447 kardinál v zastoupení Felix V.    |
| Vladislav Oporowski          | 1449–1453 |                                                         |
| Jan Sprowski                 | 1453–1464 |                                                         |
| Jan Gruszczyński             | 1464–1473 |                                                         |
| Jakub z Sienna               | 1474–1480 |                                                         |
| Zbigniew Oleśnicki           | 1481–1493 |                                                         |
| Fryderyk Jagiellończyk       | 1493–1503 | (kardinál)                                              |
| Ondřej Boryszewski           | 1503–1510 |                                                         |
| Jan Laský                    | 1510–1531 | první Primas Poloniæ s titulem Legatus natus            |
| Matěj Drzewicki              | 1531–1535 |                                                         |
| Ondřej Krzycki               | 1535–1537 |                                                         |
| Jan Latalski                 | 1537–1540 |                                                         |
| Petr Gamrat                  | 1541–1545 |                                                         |
| Mikuláš Dzierzgowski         | 1545–1559 |                                                         |
| Jan Przerębski               | 1559–1562 |                                                         |
| Jakub Uchański               | 1562–1581 |                                                         |
| Stanislav Karnkowski         | 1581–1603 |                                                         |
| Jan Josef Tarnowski          | 1603–1605 |                                                         |
| Bernard Maciejowski          | 1605–1608 | (kardinál)                                              |
| Vojtěch Baranowski           | 1608–1615 |                                                         |
| Vavřinec Gembicki            | 1616–1624 |                                                         |
| Jindřich Firlej              | 1624–1626 |                                                         |
| Jan Wężyk                    | 1627–1638 |                                                         |
| Jan Lipski                   | 1638–1641 |                                                         |
| Matěj Łubieński              | 1641–1652 |                                                         |
| Ondřej Lešenský              | 1653–1658 |                                                         |
| Václav Lešenský              | 1659–1666 |                                                         |
| Mikuláš Prażmowski           | 1666–1673 |                                                         |
| Kazimír Florián Czartoryski  | 1673–1674 | (kníže)                                                 |
| Ondřej Olszowski             | 1674–1677 |                                                         |
| Jan Stefan Wydżga            | 1677–1685 |                                                         |
| Štěpán Wierzbowski           | 1686–1687 | (nominovaný)                                            |
| Michal Štěpán Radziejowski   | 1687–1705 | (kardinál)                                              |
| Stanislav Szembek            | 1706–1721 |                                                         |
| Teodor Potocki               | 1723–1738 |                                                         |
| Kryštof Antonín Szembek      | 1739–1748 |                                                         |
| Adam Ignác Komorowski        | 1749–1759 |                                                         |
| Vladislav Alexandr Łubieński | 1759–1767 |                                                         |
| Gabriel Podoski              | 1767–1777 |                                                         |
| Antonín Kazimír Ostrowski    | 1777–1784 |                                                         |
| Michal Jiří Poniatovský      | 1785–1794 |                                                         |
| Ignác Krasicki               | 1795–1801 |                                                         |
| Ignác Raczyński              | 1806–1818 |                                                         |
| Timotej Pavel Gorzeński      | 1821–1825 |                                                         |
| Teofil Cyprian Wolicki       | 1828–1829 |                                                         |
| Martin Dunin                 | 1831–1842 |                                                         |
| Leon Michal Przyłuski        | 1845–1865 |                                                         |
| Mieczysław Halka-Ledóchowski | 1866–1886 | (kardinál)                                              |
| Julius Dinder                | 1886–1890 | jediný polský primas německého původu, sídlil v Poznani |
| Florian Stablewski           | 1891–1906 |                                                         |
| Edward Likowski              | 1914–1915 |                                                         |
| Edmund Dalbor                | 1915–1926 | (kardinál)                                              |
| August Hlond                 | 1926–1948 | (kardinál)                                              |
| Stefan Wyszyński             | 1948–1981 | (kardinál)                                              |
| Józef Glemp                  | 1981–2009 | (kardinál)                                              |
| Henryk Muszyński             | 2009–2010 |                                                         |
| Józef Kowalczyk              | 2010–2014 |                                                         |
| Wojciech Polak               | 2014–     |                                                         |

## Další tituly
- 1807–1815: Primas Varšavského knížectví
- 1818–1829, 1925–1938: Primas Polského království
- 1817–1858: Primas království Haliče a Vladiměře